# José Patiño Rosales
José Patiño y Rosales  conocido en Italia como Giuseppe Patino (11 de abril de 1670, Milán, Milanesado-3 de noviembre de 1736, en el complejo palaciego de La Granja de San Ildefonso) fue un estadista español, ministro en la segunda etapa del reinado de Felipe V.

## Contexto histórico
Al fallecer sin descendencia Carlos II «el Hechizado», el último de los Austrias, le sucedió en el trono el primer soberano español de la casa de Borbón, Felipe V. La consolidación en el trono solo llegó tras la Guerra de Sucesión, en cuyo desenlace estuvieron interesadas las grandes casas reales de Europa. En este período, los antiguos «Consejos de España» pierden la considerable influencia, jurisdicción y facultades que tuvieron durante el periodo de la Casa de Austria y adquieren más atribuciones e iniciativa los Secretarios del Despacho. La nueva dinastía los prefiere a aquellos, pero sujetos siempre a la voluntad soberana del rey o de la reina. Algún autor diría que «por poderlos manejar más fácil y sigilosamente.»

## Biografía
Los bisabuelos de José Patiño, que eran originarios del Galicia, se establecieron en Italia a fines del siglo XVI, y allí desempeñaron importantes cargos militares. José Patiño nació en Milán el día 20 de diciembre del año 1670. Bautizado en la parroquia de San Esteban de Borgoña de Milán el 27 de diciembre de 1670, copia legalizada de su partida de bautismo se halla en su expediente de ingreso en la orden militar de Alcántara en 1708 que se custodia en el Archivo Histórico Nacional de Madrid. Muchas veces se ha reflejado erróneamente, en fuentes acreditadas, su fecha de nacimiento como el 11 de abril de 1666 que es la fecha de nacimiento en Milán de su hermano Mateo José Melchor, bautizado también en la parroquia de San Esteban de Borgoña, que falleció a los diez años de edad en Milán el 5 de julio de 1676. En los fragmentos históricos de la vida de Patiño, publicados en el Semanario erudito de Valladares, se dice que nació á 29 de diciembre de 1667, que prácticamente coincide con la fecha de nacimiento de su hermana Polonia María Josefa, nacida en Milán el 29 de septiembre de 1667, bautizada en la parroquia de San Esteban de Borgoña, y fallecida en Milán a los siete meses de nacer el 23 de abril de 1668. Fueron sus padres Lucas Patiño de Ibarra, natural de Milán, I señor del Castelar (castellanización del italiano Castellaro), y como tal fue I señor y marqués del feudo ducal de Castellaro en Lodi (Milán) por compra que hizo a la Regia Cámara el 19 de noviembre de 1675, jurando fidelidad como feudatario al rey Carlos II de España, que era el duque de Milán, señor y conde del feudo imperial de Belvedere en Asti (Piamonte), del Consejo secreto de S. M. en Milán, entonces perteneciente a la Corona Española, y veedor general del ejército, castillos y artillería de Milán, Piamonte y Lombardía, y su segunda mujer Beatriz de Rosales y Facini, nacida en Milán, hija de los I señores y condes de Vailate desde 1647 y I señores desde 1650 y marqueses desde 1657 de Castelléone.
Patiño se educó en Milán, entrando en el noviciado de los jesuitas para perfeccionar sus estudios. Pasando después a una de las casas que poseía la Compañía en Roma, fue catedrático de primer año de Gramática en el colegio de Tivoli en Roma. No recibió las órdenes mayores (el sacerdocio), desconociéndose los motivos. Así explicaron en aquel tiempo su salida de la Compañía de Jesús:

«Su hermano mayor, en vísperas de casarse, mandó construir en Roma un elegante carruaje y adquirir el equipo de boda, quedando encargado de todo el Jesuita. Con tal desenfado y exactitud quiso éste cumplir el mandato de su familia, que estrenó el coche y las libreas, paseándose ostentosamente por las calles de Roma.»

Felipe V le concedió en 1707 una futura plaza «de la primera que vacase» en el Senado de Milán, no llegando a obtenerla efectivamente a causa de la guerra de sucesión. Miembro del consejo de S.M. en el Real Consejo de las Órdenes de España, armado caballero y comendador de Hornachos en la orden de Alcántara en 1708. Fue Capitán de Justicia del Final, cuyo puesto ocupó hasta que la guarnición española evacuó la plaza y todo el Estado de Milán.
Tras la caída de José de Grimaldo y su sustitución por el marqués de la Paz, Patiño fue acumulando poder y, para finales de 1734, tras la muerte del marqués de la Paz, Patiño era titular de cuatro de las cinco Secretarías de Estado —Estado, Guerra, Marina e Indias y Hacienda—, compartiendo gabinete únicamente con José Rodrigo y Villalpando, secretario de Gracia y Justicia.

## Actividades reseñables

### Política y Estado
- En la guerra de Sucesión se inclinó por la casa de Borbón.
- Durante la guerra fue nombrado Intendente de Extremadura, dejando gran fama de su gestión por haber controlado los desastres que produjo la guerra con Portugal.
- Obtuvo la rendición de Barcelona el 1714. Inspirador del Decreto de Nueva Planta para Cataluña de 1716.
- Estableció el catastro después de la ocupación de Cataluña, para que el Principado contribuyese a las arcas del Estado (por Real orden de Felipe V).
- En 1733 participó en la redacción y firma del primer pacto de familia.[3]

### Marina
- Una vez afirmada la Casa de Borbón en España, fue nombrado por Felipe V Intendente General de la Marina (cargo equivalente a ministro), teniendo como labor el fomento y la reconstrucción de la decaída Marina de Guerra y singularmente la «Flota de Indias», por su notoria relación con la actividad comercial y revitalizar así las operaciones de comercio con las provincias españolas de ultramar. (Por Real orden de Felipe V)
- En el mismo Real decreto es nombrado superintendente del Reino de Sevilla y Presidente del Tribunal de Contratación[4] a fin de «unificar competencias» trasladando cuasi completamente la «sede administrativa» de la Casa de Contratación de Indias de Sevilla, donde estaba designada desde 1493 (2.º viaje), a Cádiz quien ostentaba la «sede aduanero-portuaria» igualmente desde 1493 (hasta 1666). El traslado estaba directamente relacionado con el punto anterior, pero también con la distribución primigenia de las dos competencias entrambas ciudades, y el en hecho que ambas desearan ostentarlas ‹exclusivamente› probablemente también desde 1493, antes de la fundación ‹oficial› en 1503 (4.º viaje):

Dos competencias serían necesarias: Puerto-Aduana e Institución Administrativa del Estado:
Designio de la competencia «puerto-aduana» a Cádiz:

«A raíz del descubrimiento se creyó que Cádiz debía ser el punto de comunicación y centro de las operaciones con América, y por eso en la Instrucción que se dio al Almirante para su segundo viaje, se le decía: «Por que en Cádiz ha de haber una casa de Aduana, donde se ha de cargar é descargar todo lo que se enviase ó trújese é no en otra parte alguna.» Mas como al mismo tiempo se había autorizado á Colón para elegir la ciudad de Andalucía que le pareciese más conveniente para organizar la expedición escogió á Sevilla, y este precedente hizo, sin duda, que allí se preparasen también las armadas sucesivas, á pesar de que, conforme á lo mandado, se creó la Aduana de Cádiz, encomendándose su intervención al Contador Juan de Soria.

Designio de la competencia «administrativa» a Sevilla:

«  En el solo dia 23 de Mayo (1493) firmaron diezisiete ordenanzas, cédulas y despachos relativos á la espedición (2.ª). Abrieron luego un crédito para el pago de los correos de Sevilla; que tan activa se habia hecho la correspondencia; sacaron á pública licitación el abasto de víveres y municiones; ordenaron á las autoridades de Sevilla secundasen las disposiciones tomadas por el almirante de acuerdo con don Juan de Fonseca; organizaron el servicio de sanidad de la armada, nombrando su primer cirujano al entendido doctor Chanca, médico del infante, y prohibieron ir á las Indias con mercaderías, sin la autorización competente.»...« Antes de salir de Barcelona el almirante y con el objeto de proveer al armamento de la escuadra, que debia hacerse á la vela en Sevilla, establecieron SS. AA. en esta ciudad una oficina, que habia de ser el jérmen de la poderosa administración titulada Real Consejo de las Indias.»

Agregúese á esto la importancia que ya tenía el comercio de Sevilla por el privilegio que otorgó Fernando el Santo á los genoveses para que se establecieran en ella por la extensión de sus relaciones con África y por el movimiento y tráfico que allí produjo la guerra de Granada; téngase además, en cuenta su favorable situación como puerto interior, á 110 kilómetros de la costa, el más cercano á la región central de España, y se logrará la explicación de cómo Sevilla alcanzó aquel enorme privilegio y un grado de esplendor, prosperidad y riqueza.

De todas suertes, lo cierto es que mandada establecer la Casa de la Contratación en las Atarazanas de Sevilla, se resolvió poco despues, en junio del mismo año 1503, que estuviesen en el Alcázar Viejo, y en el mes de Noviembre siguiente se hizo entrega á los Oficiales de la parte de ese edificio denominada cuarto de los Almirantes, donde, á seguida de ligeras obras, quedó instalado aquel célebre establecimiento.

#### Vicisitudes de «la Casa de Indias» hasta Felipe V y Patiño
Al establecer la Casa de la Contratación en Sevilla, dice Veitia Linage que se discurrió no poco, y ya en 1508 se elevaron al Rey quejas contra lo que se hacía en Sevilla, y se le pidió el traslado de aquella institución; pero Fernando el Católico se negó á concederle, y escribió á las Justicias ordinarias de la localidad que «todos debían favorecer la Casa», por lo mismo que, á instancias de sus Oficiales, no había mandado mudarla á otra parte donde pudiera estar bien.

Cádiz tuvo desde el principio reconocido el derecho de despachar algunas naves para América, hasta un número de toneladas que se modificó varias veces; por eso se mandó que los Jueces de Sevilla designaran una persona que, en su nombre, visitara aquellos navios; se ordenó después que los Jueces mismos turnasen en ese servicio de cuatro en cuatro meses, y habiéndose ampliado la concesión en favor de Cádiz para que pudieran descargar allí las naves que venían de Indias, con tal de que todo se llevase al registro de Sevilla, se instituyó en Cádiz (3) el año 1535 el Juzgado de Indias. «(Con Carlos I de España)»

Los navieros arreciaban sus quejas por entonces y exponían al Rey que «las naos no eran ya de cien toneles sino la que menos de doscientos, peligraban en la barra de Sanlucar y no podían subir por el rio sin grandes trabajos y perdidas de tiempo para llegar á los muelles de Sevilla». Pero esta ciudad combatió siempre tales pretensiones y todas las solicitudes que Cádiz formulaba; así es que, á pesar de todo, y no obstante la concesión que poco antes (1664) se había hecho al puerto de Bonanza en Sanlúcar de Barrameda para que aquí se despacharan las flotas, una cédula «(Carlos II de España)» del 6 de septiembre de 1666 ordenó la supresión del Juzgado de Indias de Cádiz, y que todo, con la Aduana, volviera para Sevilla.

Toca en esta rivalidad el triunfo á Cádiz, y en 1679 se llevan allí otra vez Juez y Aduana con facultad para despachar el tercio de toneladas de las flotas; la cédula fecha 4 de julio de 1680 «(Carlos II de España)» establece que en lo sucesivo puedan despacharse las flotas, tanto á la salida como á la arribada, lo mismo en Cádiz que en Sevilla, y, por fin, en 8 de mayo de 1717, se decretó que todo lo relativo á la expedición de las Armadas corriese á cargo del Intendente general de Marina del reino de Sevilla, que era D. José Patiño, refundiéndose en ese cargo la Presidencia del Tribunal de la Contratación de las Indias. Se mermó considerablemente con esto la jurisdicción de la Casa, y se autorizó al nuevo Presidente, que hizo en seguida uso de sus facultades, para trasladar á Cádiz los Tribunales y Consulado de la Contratación, dejando en Sevilla no más que una diputación del Consulado para entender en los asuntos que allí ocurriesen.»

- El 6 de junio de 1717 publicó unas Ordenanzas de la Armada, uniformando todas las fuerzas existentes, «galeras del Mediterráneo», «navíos del Océano» y «galeones de Indias».
- Construyó el Arsenal de la Carraca. (Por Real orden de Felipe V)
- Creó las Compañías de Caballeros Guardiamarinas.
- Impulsó la construcción de buques de guerra y consiguió que España dispusiese de una Armada adecuada a sus necesidades, formada por 31 navíos (10 de 70 cañones y los demás de 60), 15 fragatas y numerosos buques menores. (Por Real orden de Felipe V)

### Guerra
- Participó en la campaña de Cerdeña y organizó las fuerzas que levantaron el sitio de Ceuta por los marroquíes.
- Organizó las fuerzas que tomaron posesión de Parma y Toscana en 1731, y las que conquistaron Orán y Mazalquivir en 1732.

## Cargos y encomiendas

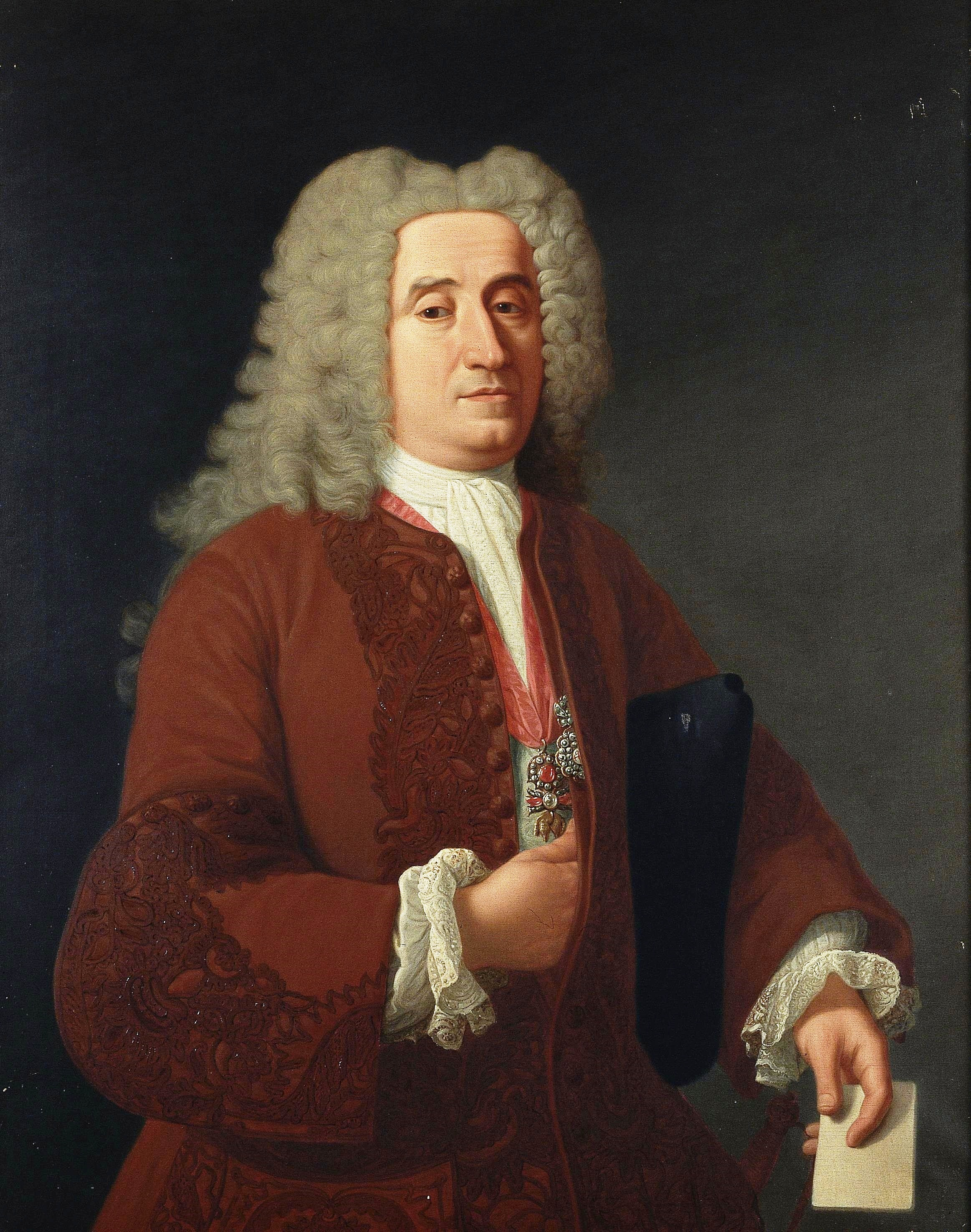
José Patiño Rosales, por Esteban Aparicio. 1878. (Museo del Prado, Madrid).

- Siendo Superintendente de Extremadura durante la Guerra de Sucesión (esta finalizaría oficialmente el 12 de septiembre de 1714) recibió el siguiente comunicado:

Real orden comunicada á D. José Patiño, quien a la sazón ya era superintendente de la provincia de Extremadura, anticipándole la nueva designación del rey para pasar al Principado de Cataluña, «con el mismo cargo», fechada en 21 de marzo de 1713:

«Con ocasión de quedar evacuada la Cataluña de las tropas enemigas, y haber de pasar á ocuparla las de S. M. y establecerse en aquel Principado las contribuciones, repartimientos y cuarteles, cuya práctica en los príncipios necesita de persona que en su dirección tenga asegurado el acierto por la inteligencia, experiencia y conducta que requiere lo crítico de el encargo y hallando el Rey todo el lleno de estas circunstancias en las que concurren en V. S., ha resuelto que V. S. pase á ejercer aquella superintendencia luego que las tropas hayan ocupado aquel Principado; y para que V. S. pueda estar prevenido y tener dispuesto su viaje, me manda S. M. anticipar á V. S. esta noticia, para que luego que llegue á Mérida don Tomás Moreno Pacheco, á quien ha mandado S. M. pase á encargarse de esa Superintendencia, le entregue V. S. el manejo y papeles de ella y se ponga V. S. inmediatamente en viaje para esta Corte, donde recibirá V. S. las órdenes de S. M. en todo lo que hubiere de ejecutar.»
Madrid, 21 de marzo de 1713.—Josef de Grimaldo.—Sr. D. Josef Patiño.

- Intendente General (Ministro) de la Marina Real española, Superintendente del Reino de Sevilla y Presidente del Tribunal de la Contratación para el fomento del comercio de las Indias españolas según los designios de Felipe V.

Real orden con Títulos de Intendente General de Marina de España etc. á favor de D. José Patiño en 28 de enero de 1717:

«Don Felipe por la gracia de Dios, etc. Habiendo tenido por conveniente restablecer la Marina de España y comercio de Indias, por ser de tanta importancia al bien público, y regular las armadas, flotas y escuadras que más convengan á los referidos fines y á mi Real servicio, como al resguardo de mis dilatadas costas marítimas en el Océano y Mediterráneo, y que una de las providencias que para su logro hayan de darse sea la de crear un ministro que, con el nombre de Intendente general de Marina, fomente la ejecución y cumplimiento de las que considerase ser conducentes en conformidad de mis Reales órdenes y sucesivas determinaciones que tomare y se le dirigieren en todo lo que mira á la fábrica de bajeles, su carena y composición, provisión de víveres, compra de pertrechos, razón del consumo, cuenta y razón de la distribución de los caudales que se emplean en estos fines y en la paga de gente de mar y guerra, así de armadas y escuadras como de navios sueltos; haciendo llevar asimismo razón y asiento de los oficiales de todas clases, soldados y marinería que hubiere en los pueblos y costas de cada provincia, para saber su número y calidad, y el que de uno y otro se podrá juntar cuando sea menester para mi servicio, y los que se emplearen en los armamentos que se hicieren, de los que en desarmándose los navios quedaren en ellos para su guarda y custodia y de los que se despidieren para ir á sus casas, y que consiguientemente vele sobre el buen régimen y adelantamiento de las fábricas que yo mandare establecer en los parajes que fueren más á propósito, así de bajeles como de jarcia, lona y lo demás concerniente á su construcción y armamento en el cuidado de los almacenes y de lo que de cualquier género que sea embarque en los navios y quede existente en ellos y en el de que, arreglándose á la forma que quedare establecida, prevenga lo conveniente, á efecto de que en cualquiera parte que lleguen mis Reales armadas, escuadras y navios sueltos, encuentren lo necesario para el curso de su navegación, correspondiéndose, en su consecuencia, con todos los demás ministros subalternos empleados en diferentes partes y puertos en dependencia de Marina, los cuales deberán dar todas las relaciones y noticias que á este fin les pidiere , debiendo también el referido Ministro atender á que se lleven con toda exactitud los asientos que se le previnieren en las expresadas fábricas de bajeles, artillería, cordaje, velámen, víveres y demás necesario para el aviso y surtimiento de dichas mis Reales armadas y escuadras, ya corran por administración o ya por asiento, como en el cumplimiento de los que se hicieren y al mayor interés y beneficio de mi Real Hacienda, consultándome todo lo que á este fin y al adelantamiento de la Marina tuviere por conveniente; para cuyos encargos deberá residir en la parte que fuere más á propósito para su ejecución, y la expedición y curso que pide esta tan importante dependencia, siendo igualmente de su cuidado la conservación de los montes y plantíos cercanos á las costas destinados hasta ahora á este servicio, y la plantificación de los árboles, para que cuando sea menester se corten, ó ya sea para construcción de bajeles, ó ya para carenas, en cuya consecuencia deberá pedir y tomar desde luego individual noticia de todos los que se hallaren capaces de servir á estos fines, con distinción de los que hubiere en mis montes realengos ó de particulares y sus distancias á los astilleros donde yo mandare construir las fábricas, con todo lo demas que mira á la mayor comodidad y beneficio en su conducción.

Y teniendo cumplida satisfacción y confianza de vos, don Josef Patiño, de mi Consejo de las Órdenes, por los particulares servicios que habéis hecho en los empleos que hasta ahora habéis servido, y de vuestro celo y experiencia, he resuelto elegiros y nombraros por Intendente general de mi Marina de España, poniendo á vuestro cargo, en virtud de la facultad que os concedo, el fomentar y velar sobre todo lo referido, por ser de vuestro instituto y ministerio, como el celar en todo lo que mira á la economía, policía y Servicio de mi Marina, en conformidad con mis Reales órdenes, que se os comunicarán y dirigirán por mi Secretaría del Despacho universal:

Y respecto de que en este principio en que es menester establecer las reglas y práctica de lo que yo determinare y mandare arreglar para la referida planta que quiero formar de mi Marina, y se habrá de observar en mis reinos, se hace preciso que toda la atención y cuidado se haya de poner en el puerto de Cádiz, de donde se han de aprestar y despachar las flotas, galeones y escuadras, según convenga á mi Real servicio, he resuelto que paséis á residir y exercer vuestro empleo en dicha ciudad de Cádiz; y que asimismo corra á vuestro cargo la superintendencia del reino de Sevilla, según las reglas é instituciones dadas á los superintendentes particulares de las tropas que se hallaren en él, de las rentas, derechos y Reales intereses que en los navíos de venidas de flotas me pertenecen, ó en cualquiera otra forma me pudieren pertenecer, arreglándolos á las órdenes particulares ó generales que se os fueren dando; y que asimismo presidáis en el Tribunal de la Contratación, el cual deberéis establecer en el número y forma que se os prescribiere en la ciudad de Cádiz; como asimismo deberéis velar sobre el comercio, no sólo para proponerme lo que fuere de mayor aumento de él, sino es también para desterrar los abusos que se hubieren introducido, é impedir el que se introduzcan de nuevo en perjuicio del público y de mis Reales intereses, á cuyo fin los Diputados del Consulado deberán asimismo pasar á residir en Cádiz, para que así éste como el Tribunal de la Contratación puedan ocurrir con más facilidad y prontitud á las providencias de los que, arribando á Cádiz, deberán seguir sus dependencias ante el juzgado de ellos.

Para todo lo cual os doy toda la facultad y autoridad que conviene para la ejecución de todo lo referido, y la de poder nombrar subdelegados, aprobados por mí, que, bajo vuestras órdenes ejecuten y hagan ejecutar todo lo concerniente á estos encargos en las partes y cosas que más juzgareis convenir; señalándoos doce mil escudos de vellón de sueldo al año para la decencia de vuestro empleo y carácter Para lo cual mando despachar este vuestro título, firmado de mi Real mano, sellado con mi sello secreto, y refrendado de mi infrascrito Secretario del Despacho universal de la Guerra,» en Madrid, á 28 de enero de 1717.—Yo el Rey.—Don Miguel Fernández Durán.

## Fallecimiento
Enfermó en San Ildefonso y falleció en dicho Real Sitio el 3 de noviembre de 1736. Pocos días antes de su muerte, le envió el rey a la cama la gracia de Grande de España de primera clase, y dicen las crónicas de Valladares que apenas le noticiaron la Real concesión, exclamó:

«¡Oh! ¡El Rey me da sombrero cuando ya no tengo cabeza!»

Pese a sus cargos, murió sin incremento de su patrimonio, dejando a los hijos de su hermano únicamente el título de grande de España. El rey pagó su sepelio y ordenó que se oficiasen «diez mil misas» en su honor. Se le enterró en el Noviciado de Jesuitas de la calle de San Bernardo de Madrid en la capilla de Santa Ana de la iglesia del Salvador y se le hicieron funerales de Infante de España.
Martín Fernández de Navarrete escribió:

«Patiño economizó la Real Hacienda y libró a los pueblos de los tributos extraordinarios que exigían antes las urgencias ocurrentes; la casa Real estuvo pagada; el ejército, provisto; las rentas de la Corona se pusieron corrientes; y el Erario Público adquirió la reputación que, como decía Richelieu, es su principal riqueza.»

## Inventario de navíos de la flota de la Armada Real española en 1737
Esta es una aproximación del estado de la Armada Real que dejó formada José Patino a su fallecimiento ocurrido a fines de 1736 de la cual se encargaba como ministro de Marina desde el 28 de enero de 1717.
| Tipo de navío | Nombre del buque |
| ------------- | --- |
| Navíos        | El Real; Santa Isabel; San Felipe; Santa Ana; La Reina; El Príncipe; La Princesa; El León; Lanfranco; Andalucía; Hércules; Real Familia; Guipúzcoa; Constante; África; Europa; Asia; Nueva España; San Isidro; La Galicia; Santa Teresa; Santiago; San Carlos; San Esteban; Hermiona (2.ª); Xavier; Galga; Paloma; San Luis; San Antonio; América; La Esperanza y San Fernando |
| Fragatas      | Fama; La Victoria; San Francisco; La Atocha; El Águila; El Retiro y San Juan |
| Paquebotes    | Marte; Júpiter; San Diego; El Rosario; Triunfo y San Cayetano |
| Bombardas     | Vulcano; Storop; Brontes y Piracmon |
| Galeotas      | San Felipe y San Luis |
| Galeones      | Conquistador y El Fuerte |
| Azogues       | San Fernando y El Incendio |
| Balandras     | La Sirena y La Juno |
| Pingue        | La Concepción |

véase: Anexo:Navíos de línea de la Armada Española

### Familiares y herederos
La familia Patiño:
- Su bisabuelo, Luis Patiño, luchó como arcabucero de a caballo en Flandes distinguiéndose en las batallas de Villebruque e Indouen, combatió en el gran sitio de Malta en 1565 y en la batalla de Lepanto en 1571, teniente del regimiento de caballería ligera de don Juan Vélez en el castillo de Lodi (Milán), sargento mayor de Alessandria de la Palla (Lombardía), castellano interino del castillo de Lodi.
- Su hermano mayor, Baltasar Patiño y Rosales, I marqués de Castelar, conde de Belvedére, luchó en Luzara, Guastalla y Mantua durante la Guerra de Sucesión, intendente general del Ejército de España, dos veces secretario del despacho universal de la Guerra y embajador de España en Venecia y en la Corte de Francia.
- Su hermano, Diego Patino, canónigo de la catedral de Milán.
- Su hermano, Félix Patiño y Rosales, combatió en el ejército francés enviado por Luis XIV para contener la invasión del Archiduque pretendiente Carlos y murió heroicamente en la batalla de Zaragoza en 1707.
- Su sobrino, Lucas Patiño Attendolo Bolognini y Visconti, II marqués de Castelar, grande de España de primera clase, conde de Belvedére y teniente general de los Reales Ejércitos, famoso por su célebre retirada de Parma, en la «guerra maestra» de 1746 contra alemanes y saboyanos.
- Su sobrino bisnieto, Ramón Fernando Patiño y Mariño de Lobera, III marqués de Castelar, grande de España de primera clase, IV marqués de la Sierra y VII de Villafiel, VIII conde de Guaro y VII del Arco, vizconde de Albeos, conde de Belvedére y marqués de Bianzè, teniente general de los Reales Ejércitos, comandó en 1808 el Motín de Aranjuez para derrocar a Godoy y custodió personalmente al prisionero en Aranjuez, Pinto y Villaviciosa de Odón, fue elegido en la sesión secreta de las Cortes de Cádiz de 29 de octubre de 1810 Regente interino del Reino durante la Guerra de Independencia.
- Por último, los parientes por la misma rama de Patiño, que permanecían en la Coruña, su antigua cuna, y los que lo eran en Castilla, Vizcaya e Italia, por las ramas de Ibarra, Rosales y Facini.

| Predecesor: Juan Bautista de Orendain | Secretario de Estado de España (interino) 1734-1736 | Sucesor: Sebastián de la Cuadra y Llarena |